# Juan Alonso Pimentel de Herrera
Juan Alonso Pimentel de Herrera, conte di Benavente (Villalón de Campos, battezzato il 29 giugno 1553 – Madrid, 7 novembre 1621), fu viceré del regno di Napoli dal 1603 al 1610 e viceré di Valencia dal 1598 al 1602.

## Biografia
Figlio secondogenito del conte Antonio Alonso Pimentel y Herrera de Velasco e di María Luisa Enríquez Guzmán, nel 1576 in seguito alla morte del padre ereditò i titoli di V duca di Benavente, Grande di Spagna, VIII conte di Mayorga e III conte di Villalón. Era anche comandante di Castrotorafe e inoltre ebbe l'onore di essere il Maggiordomo anziano della regina Elisabetta di Borbone. In seguito, nel 1598, venne nominato Viceré di Valencia sostituendo così il celebre duca Francisco Gómez de Sandoval y Rojas Valido del Re di Spagna Filippo III d'Asburgo; incarico che detenne siano al 1502 dove gli succedette l'arcivescovo di Valencia Giovanni de Ribera. Nell'aprile dell'anno successivo venne nominato Viceré di Napoli succedendo così al Conte Francisco Ruiz de Castro, ove durante il suo Governo il Duca Juan Alonso Pimentel de Herrera Promosse lavori pubblici e dovette inoltre su richiesta del governo spagnolo aumentare le tasse.
Il nuovo sovrano dovette difendere ancora i territori del Mezzogiorno dalle incursioni navali turche e sedare le prime rivolte contro il fiscalismo che nella città di Napoli cominciavano a minacciare il palazzo. Per prevenire le aggressioni ottomane condusse una guerra contro la città di Durazzo, distruggendo la città in cui trovavano asilo i pirati turchi e albanesi. A Napoli tentò di combattere il banditismo, in quegli anni sempre più in crescita, anche contro le disposizioni di papa Gregorio XIV, che gli valse il confronto con il cardinale Ottavio Acquaviva d'Aragona, all'epoca arcivescovo di Napoli.
l viceré al rientro in Spagna nel giugno del 1610, portò con sé due opere del Caravaggio, una delle quali, la Crocefissione di Sant'Andrea, è esposta al museo di Cleveland.
il duca Juan Alonso Pimentel de Herrera morì il 7 novembre 1621.

## Matrimonio e Figli
il Duca Juan Alonso Pimentel de Herrera sposo nel 1559 in prime nozze la Contessa Catalina Vigil de Quiñones, figlia del Conte Luis Vigil de Quiñones; la coppia ebbe i seguenti Due Figli:
- Antonio Alonso Pimentel y Quiñones, VII Conte di Luna e IX Conte di Mayorga.
- María Pimentel y Quiñones, sposo il Marchese  Luis Fajardo y Requeséns.

in seguito alla morte della Seconda moglie, nel 1582 sposo in seconde nozze Mencía de Zúñiga y Requesens, figlia del Celebre Ammiraglio Spagnolo Luis de Zúñiga y Requesens e di Gerónima Gralla; e la coppia ebbe i seguenti Undici Figli:
- Juan Pimentel de Zúñiga y Requeséns, I Marchese di Villar de Grajanejos.
- Rodrigo Pimentel de Zúñiga, Cavaliere dell'Ordine di Alcántara
- Alonso Pimentel de Zúñiga, Cavaliere dell'Ordine di Santiago
- Diego Pimentel de Zúñiga, Cavaliere dell'Ordine di Alcántara, Capitano Generale del Regno di Napoli, sposo la Contessa Magdalena de Guzmán y Zúñiga.
- Mencía Pimentel de Zúñiga, sposo il Marchese Fernando Álvarez de Toledo Portugal
- Domingo Pimentel Zúñiga, (3 ottobre 1585 - 2 dicembre 1653), avviato dal padre alla carriera ecclesiastica, Ordinato vescovo il 2 dicembre 1630 dal Pontefice papa Urbano VIII, e successivamente venne ufficialmente nominato cardinale il 19 febbraio 1652 dal Pontefice Papa Innocenzo X.
- Enrique Pimentel de Zúñiga.
- Gerónimo Pimentel de Zúñiga y Requeséns, I Marchese di Baiona.
- Manuel Pimentel de Zúñiga, Cavaliere dell'Ordine di Santiago, sposo la contessa Giovanna de Rojas Pereira.
- García Pimentel de Zúñiga, sposo Ottavia Torniel.
- Enrique Pimentel, (3 agosto 1574 - 11 giugno 1643), anch'esso avviato alla carriera ecclesiastica come il fratello Domingo, divenne Vescovo di Valladolid e Cuenca, nel 1628 succedette al Marchese Juan de Mendoza y Luna nella Carica di Presidente del Regno d'Aragona, carica che detenne sino al 1632 ove gli succedette il Duca Francisco Fernández de la Cueva.